# Polle
Polle es un municipio en el distrito de Holzminden, en Baja Sajonia (Alemania), junto a la frontera con el estado de Renania del Norte-Westfalia. Se encuentra situado a orillas del río Weser, aproximadamente a 8 km al noroeste de Holzminden.

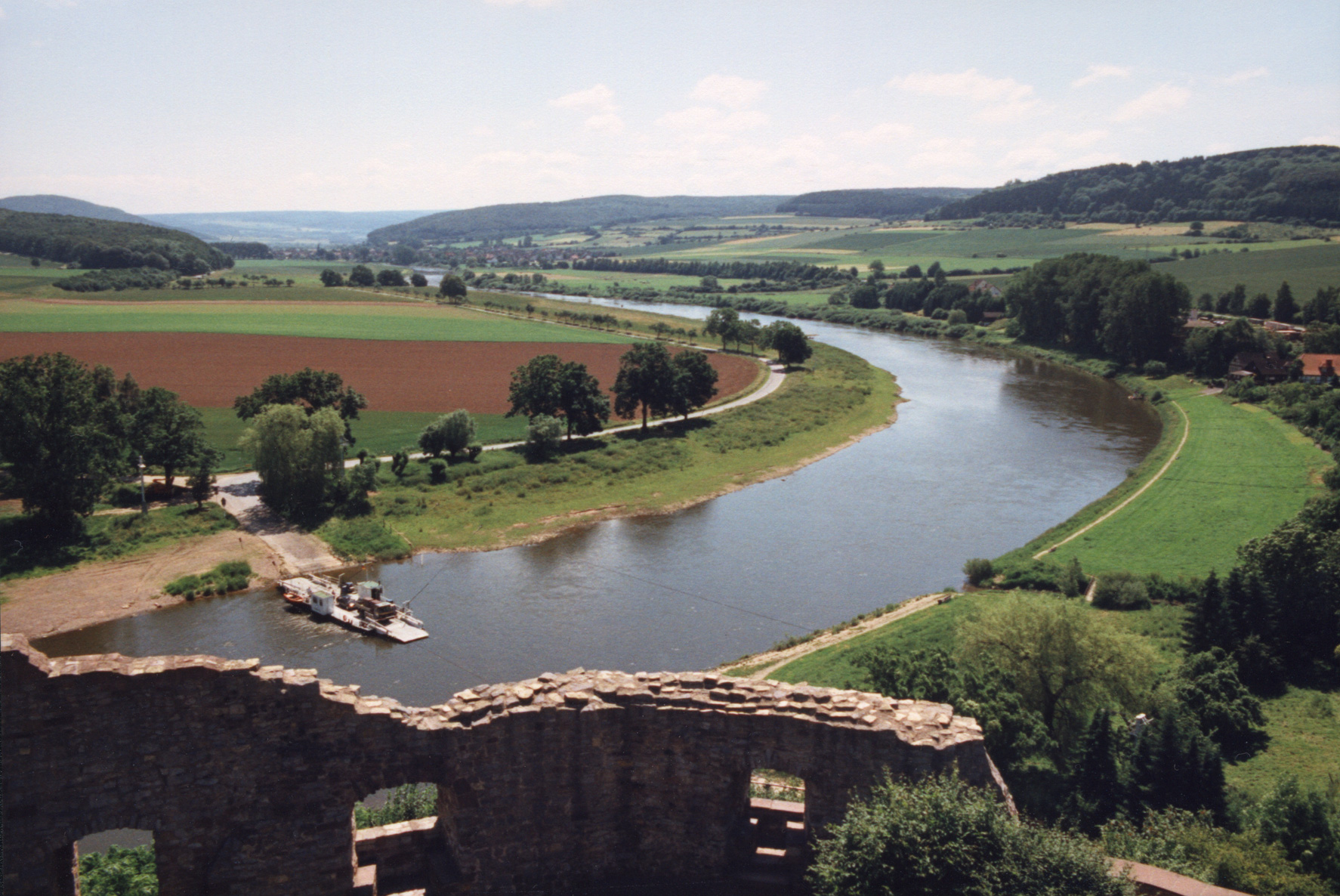
El río Weser a su paso por Polle